# ملعب جالينوارد
ملعب جالينوارد ( تنطق بالهولندية: [ˌstaːdijɔn ˈɣɑlɣə(n)ʋaːrt] ) هو ملعب لكرة القدم في أوتريخت، هولندا. كانت موطنًا لنادي أوتريخت منذ عام 1970. الملعب، الملعب خضع لعملية تجديد في بداية القرن الحادي والعشرين، يتسع لـ 23750 متفرجًا.

## التاريخ
أعيد افتتاح الملعب عام 1982 بعد عملية تجديد شاملة. في ذلك الوقت كان أحد أحدث الملاعب في العالم، خاصة بسبب الخندق المائي حول الملعب. بعد عشرين عامًا شعر نادي أوتريخت بالحاجة إلى التوسع والتجديد. تم نقل المدرج الرئيسي إلى الجانب الشمالي وافتتح في بداية موسم 2001-2002.
أعيد بناء المدرج الرئيسي القديم بعد ذلك وبعد عام واحد أصبح هناك مدرجان جديدان على طول جوانب الملعب. في الموسم الماضي، تم استبدال مدرجات المرمى، ويتسع الملعب الآن 23750 مقعدًا.
أقيمت سبع مباريات دولية للمنتخب الهولندي لكرة القدم في الملعب. الأولى كانت مباراة ودية في 27 أبريل 1983 ضد السويد وانتهت 3-0 للسويد. آخرها، التي أجريت في 3 سبتمبر 2004، كانت أيضًا مباراة ودية فاز بها منتخب هولندا 3-0 على ليختنشتاين .
خلال بطولة كأس الأمم الأوروبية للسيدات 2017، استضاف الملعب 4 مباريات في مرحلة المجموعات.

## روابط خارجية
- الموقع الرسمي